# Bronisław Sałaciński

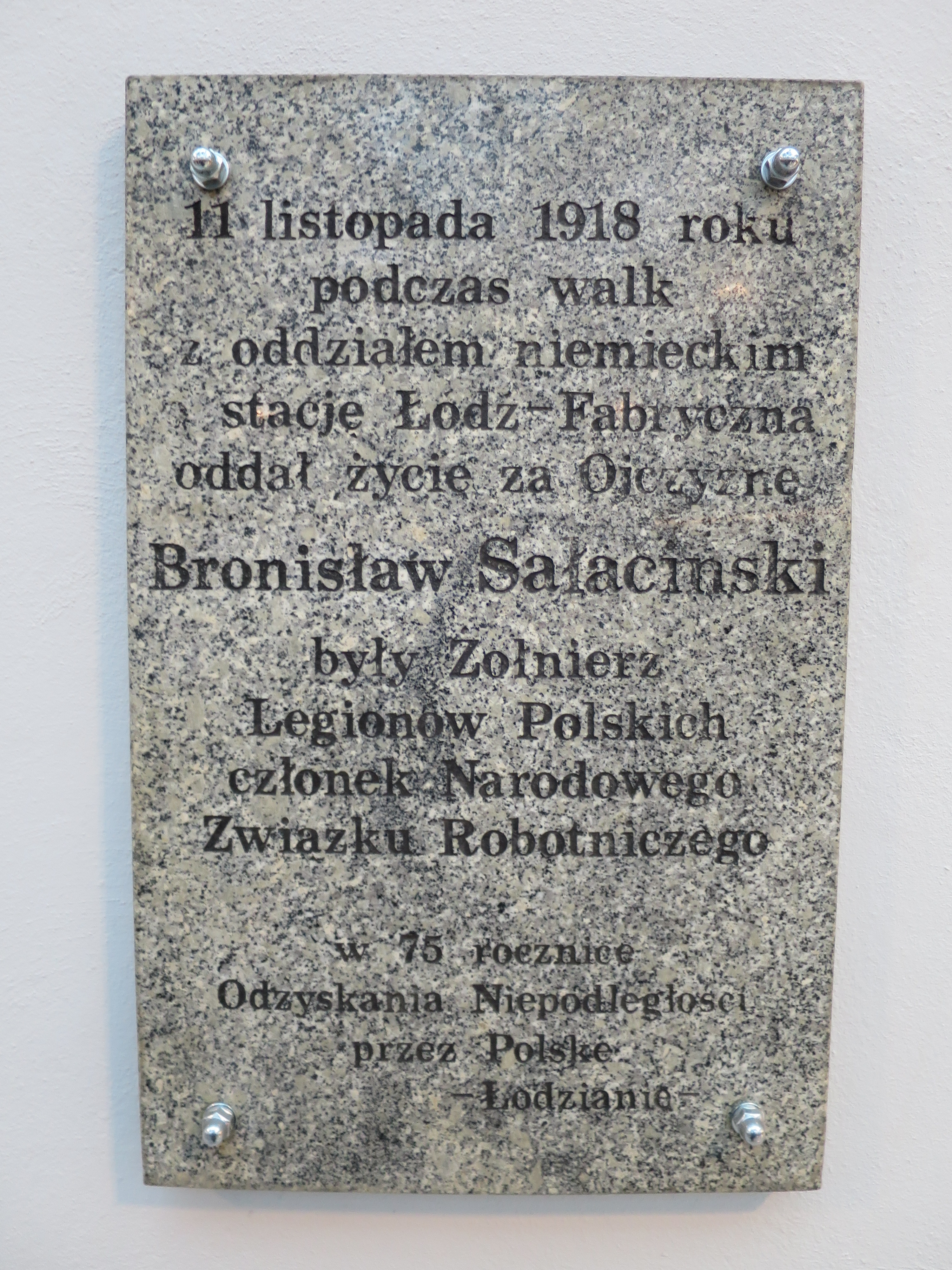
Tablica pamiątkowa upamiętniająca Bronisława Sałacińskiego, umieszczona na ścianie dworca Łódź Fabryczna

Bronisław Sałaciński (ur. 15 sierpnia?/27 sierpnia 1899 w Bałutach, zm. 11 listopada 1918, tamże) – kapral Legionów Polskich, działacz Narodowego Związku Robotniczego i  Polskiej Organizacji Wojskowej, odznaczony Krzyżem Niepodległości.

## Życiorys
Sałaciński urodził się w Łodzi jako syn Józefa Sałacińskiego i Doroty z domu Twardowskiej. Miał siostrę Kazimierę Karpińską z d. Sałacińską (ur. 28 kwietnia 1909) i brata – Józefa (ur. 11 stycznia 1892). Uczył się w Gimnazjum Brauna w Łodzi. W 1915 r. uciekł do Piotrkowa Trybunalskiego, gdzie wstąpił do 4 Pułku Piechoty Legionów Polskich, osiągając stopień kaprala. Po kryzysie przysięgowym został internowany w obozie internowania w Szczypiornie. Następnie powrócił do Łodzi, gdzie działał w Narodowym Związku Robotniczym i Polskiej Organizacji Wojskowej.
Sałaciński zginął po ataku Polskiej Organizacji Wojskowej na Niemców okupujących dworzec Fabryczny 11 listopada 1918. Około godz. 20 Sałaciński został postrzelony w nogę, a niedługo potem Niemcy zakłuli go bagnetami na szynach przed dworcem przy ul. Skwerowej (późniejszej ul. Polskiej Organizacji Wojskowej). Według akt stanu cywilnego Parafii Rzymskokatolickiej Najświętszej Marii Panny w Łodzi, Sałaciński zmarł około godziny 22:00 na Bałutach. Pochowano go na Starym Cmentarzu przy ul. Ogrodowej. Na pogrzebie jego i innych poległych podczas rozbrajania Niemców zebrał się tłum oraz przemawiał burmistrz Leopold Skulski.

## Odznaczenia
- Krzyż Niepodległości[5].

## Upamiętnienie
Postać Bronisława Sałacińskiego została upamiętniona przez łódzką Radę Miejską w 1993 na wniosek Lucjana Muszyńskiego – jednego z radnych. Imieniem Sałacińskiego nazwano plac przed dworcem Łódź Fabryczna. Jego śmierć upamiętniała tablica wmurowana w ścianę dworca. Po jego przebudowie została przeniesiona do środka budynku.